# Imbaba
Imbaba (arabiska: إمبابه), är ett distrikt (kism) i norra Giza och är en del av centrala stor-Kairo, Egypten. Det ligger på Nilens västra strand, angränsande till bland andra Mohandessin i söder, nordväst om ön Gezira och Centrala Kairo. 

## Historia
Under århundraden var Imbaba slutmålet för kameler som fraktades genom öknen från avlägsna platser som Sudan och Afrikas horn för att säljas på dess fredagsmarknad. Marknaden existerar fortfarande men är inte lika betydande som den var fram till början av 1900-talet i och med den ökade industrialiseringen.

## Namnets ursprung
Ursprunget för namnet Imbaba är inte känt, men ordet "Embaba" på det Amhariska språket betyder "(Egyptisk) Doum Palm" (Hyphaene thebaica), så troligtvis var detta namnet på platsen som de amharisk-talande kamelridande affärsmännen och boskapsskötarna använde.

## Dagens Imbaba
Imbaba är ett mindre bemedlat område som företrädesvis består av trånga gränder vilka flertalet utan asfalt och där en stor del av befolkningen består av Sa'idis, det vill säga människor som flyttat in från Övre Egypten - landets södra delar.
Området är känt för husbåtarna utefter Nilstranden vid KitKat-torget, båtarna fungerade tidigare som dansställen och kasinos, men trots att de numera är ganska slitna så har de en viss karaktär och fungerar som bostäder. Väster om KitKat-torget ligger the Swiss Club (Schweiziska klubben) som är en grön "oas" i den hektiska stadsmiljön.